# Burgstelle Alt-Meldegg
Die Burgstelle Alt-Meldegg bezeichnet die Stelle einer ehemaligen hochmittelalterlichen Höhenburg in der Gemeinde Gaiserwald im schweizerischen Kanton St. Gallen. Die Burgstelle befindet sich oberhalb eines steilen Hanges westlich der Deponie Tüfentobel der Stadt St. Gallen.

## Geschichte
Von der kleinen Burg sind nur noch der nach Osten steil abfallende Burghügel und zwei Halsgräben, Richtung Höhenkante nach Westen, erhalten, der die ehemalige Burg als Spornburg ausweist. Geschichtlich ist wenig von der vergangenen Burg bekannt. Erwähnt wurde sie erstmals 1312 und war Sitz von st. gallischäbtischen Dienstleuten (Lands-Dorfmeister).
Dieses niederadlige Geschlecht derer von Meldegg besass zwei Burgen in der Region, westlich des Ortes Abtwil die Burg Neu-Meldegg und Alt-Meldegg im Osten von Gaiserwald.
Erster urkundlich belegter Vertreter war Heinrich von Meldegg, 1262 als Zeuge eines Schiedsgerichts der Äbte von St. Gallen und Reichenau urkundlich geworden. 1303 übergab ein Ulrich von Meldegg das Meieramt von Wittenbach, das die Niederadelsfamilie innegehabt hatte, dem Abt von St. Gallen, Heinrich von Ramstein, worauf ihm dieser die Zinsen aus dem Amt neu verlieh. Johannes von Meldegg (1323 bis 1356 urkundlich) bekam 1331 zusammen mit seiner Frau von dem Grafen Diethelm von Toggenburg die Vogtei Neuchlen und war 1347 Burgward des Abtes auf Appenzell und 1353 dessen Ammann zu Hundwil. In der zweiten Hälfte des 14. Jahrhunderts unter wirtschaftlichen Druck geraten, verkaufte der letzte seines Geschlechts Hans  von Meldegg 1400 schliesslich Wappen, Schild und Helm dem Konstanzer Bekannten und Arzt Jos Reichlin (auch Jodokus Reichlin), dessen Familie sich hinfort mit dem Namen Reichlin von Meldegg (Reichle v. M.) benannte. Das Meldegg-Wappen soll rot-weiss-rot geteilt gewesen sein und mittig im weissen Feld nebeneinander 3 goldene Ringe gezeigt haben. Die Helmzier waren zwei Büffelhörner in gleichen Farben geteilt.
Nach Gustav Schwab wurden beide Meldegg-Burgen in den Appenzellerkriegen schon zu Beginn des 15. Jahrhunderts zerstört.
Die Burg selbst ist spätestens nach 1500 endgültig abgegangen.
Im Museum von Schloss Oberberg wird die Geschichte St. Galler Burgen thematisiert.